# 高庆波
高庆波（？—），男，汉族，中华人民共和国政治人物。现任中国科学院西北高原生物研究所研究员。第十四届全国政协委员。